# جبهه دموکراتیک خلق
جبهه دموکراتیک خلق یک گروه انقلابی در ایران بود که از مبارزهٔ مسلحانه علیه رژیم محمدرضا پهلوی طرفداری می‌کرد. اعضای برجسته این گروه شامل نادر شایگان شام‌اسبی، بهزاد نبوی، مرضیه احمدی اسکویی، مصطفی شعاعیان و پرویز صدری بودند. در خرداد ۱۳۵۲ این سازمان در سازمان چریک‌های فدایی خلق ایران ادغام شد.
اختلافات ایدئولوژیکی میان جبهه دموکراتیک خلق و سازمان چریک‌های فدایی خلق ایران وجود داشت. همچنین شایگان و شعاعیان با لنینیسم که آن را انحراف از مارکسیسم می‌دانستند مخالفت کردند. در سال ۱۳۵۳ شعاعیان از چریک‌های فدایی اخراج شد (که در این زمان شایگان مرده بود). پس از تصفیه شعاعیان، سایر کادرهای سابق جبهه دموکراتیک خلق نیز از خط سازمان چریک‌های فدایی خلق ایران حمایت کردند.